# Ovie Carter
Pour les articles homonymes, voir Carter.
Ovie Carter, né à Indianola (États-Unis) le 11 mars 1946, est un photographe américain qui a remporté, avec William Mullen (en), le prix Pulitzer en 1975, pour leur rapport sur les pénuries alimentaires en Afrique et en Inde, The Faces of Hunger (Les Visages de la faim). Il a également remporté le World Press Photo de l'année 1975 pour une photographie prise l'année précédente lors de la sécheresse au Sahel.

## Biographie
Ovie Carter a travaillé au Chicago Tribune de 1969 à 2004, l'année de sa retraite.

## Récompenses et distinctions
En plus des prix Pulitzer et World Press Photo, Ovie Carter a remporté de nombreux autres prix tels que le prix Overseas Press Club, le prix Edward Scott Beck du Chicago Tribune (à cinq reprises), le NABJ Region V et le Legends in Their Own Time du Chicago Tribune.

## Publications
Avec le sociologue Mitchell Duneier (en),  Ovie Carter a publié deux ouvrages, Slim's Table (1992) et Sidewalk (2000).